# João Ricardo Mendes
João Ricardo Mendes ComMM (Alagoa Grande, 19 de junho de 1938) é um professor, engenheiro civil, escritor e político brasileiro filiado ao Democratas (DEM). Pelo Rio de Janeiro foi deputado federal por três mandatos, além de secretário de Governo da capital homônima durante o mandato de Cesar Maia.

## Biografia
Foi deputado federal pelo Rio de Janeiro entre 1990 e 2002. Em 1998, como deputado, foi admitido pelo presidente Fernando Henrique Cardoso à Ordem do Mérito Militar no grau de Comendador especial.
Em 1992, foi candidato a prefeito do Rio de Janeiro pelo PTB. Em 2006, novamente candidato a deputado federal pelo PSDB, obteve 38.078 votos, obtendo a quinta colocação dentro do partido, que não estava coligado, e elegeu apenas três deputados no estado.
É fundador e dono da ESTUB, empresa no setor de estruturas tubulares. além de ter uma fundação.
Durante o horário eleitoral, usou seu tempo de TV para esclarecer os eleitores que não o confundissem com João Mendes de Jesus, outro deputado do Rio de Janeiro, que estava envolvido com o Escândalo dos Sanguessugas.